# Pejaten (Kediri)
Pejaten is een bestuurslaag in het regentschap Tabanan van de provincie Bali, Indonesië. Pejaten telt 5355 inwoners (volkstelling 2010).